# Husky (rappare)
Husky, född Dmitrij Nikolajevitj Kuznetsov den 10 februari 1993 i Ulan-Ude, är en rysk hiphop-artist. Han är känd för att rappa om svåra ämnen och för sina avancerade texter med komplexa rim, assonans och allitteration. I november 2018 uppmärksammades Husky, då han efter en inställd spelning i Krasnodar höll en improviserad konsert från taket på en bil på gatan. Kuznetsov dömdes först till 12 dagars fängelsestraff av en domstol i Krasnodar, samma domstol som några dagar senare friade honom.

## Karriär
Dmitrij Kuznetsov debuterade 2011 på Youtube med låten "Седьмое октября" (Sjunde oktober). Precis före midnatt lade Husky upp videon på sin VKontakte-sida, med tillägget "Jag glömde nästan att gratulera, men hann precis". Personen han refererar till är Vladimir Putin, som fyller år den 7 oktober. Videon och låten är kritiska till hur Ryssland styrs idag. Husky sjunger om den "odödliga maffian" och listar en rad myndigheter, bland annat GRU (Rysslands militära underrättelsetjänst) och FSB. Han rappar även om att han "glider som en skräddare på Kadyrovs gata och Rotenbergs boulevard". Här refererar han till den före detta presidenten i Tjetjenien: Achmat Kadyrov (far till den kontroversiella Ramzan Kadyrov), och till den ryska oligarken Arkadij Rotenberg.

## Diskografi

### Studioalbum
- 2013 — «сбчь жзнь»[9]
- 2017 — «Любимые песни (воображаемых) людей»[10][11]

### EP
- 2016 — «Черным-черно»
- 2017 — «Небо ненавидит нас» (совместно с РИЧ)
- 2017 — «Крот 17»
- 2017 — «Смотрящий»
- 2018 — «Иуда»
- 2018 — «Поэма о Родине»
- 2018 — «Человек в Интернете»
- 2018 — «Убить Рэпера»
- 2018 — «Животворящий флоу»
- 2019 — «Седьмое октября»